# Seth Klarman

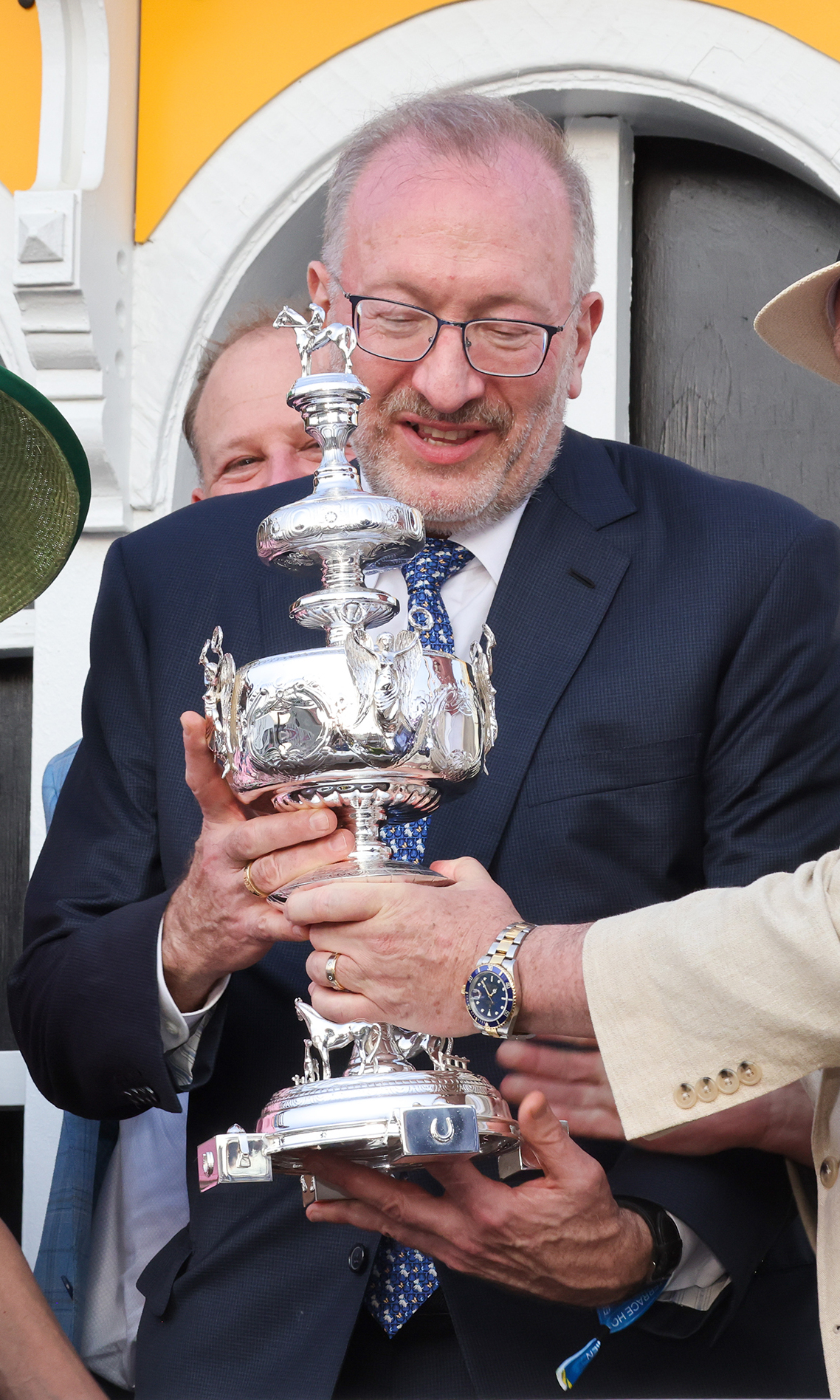
Seth Klarman (2022)

Seth A. Klarman (* 21. Mai 1957 in New York City) ist ein US-amerikanischer Hedgefonds-Manager und Milliardär. Er ist Gründer des Fonds Baupost Group.

## Leben
Im Jahr 2012 gründete Klarman gemeinsam mit David Horovitz in Jerusalem die israelische Internet-Zeitung The Times of Israel. Im selben Jahr spendete er mehr als 1,5 Millionen US-Dollar an Camera, eine rechtsgerichtete Medienbeobachtungsstelle, die systematisch Nachrichtenagenturen wegen ihrer vermeintlich gegen Israel gerichteten Berichterstattung angreift.
Auf der Forbes-Liste der reichsten Menschen der Welt von 2022 wird Klarmans Vermögen mit ca. 1,5 Milliarden US-Dollar angegeben, womit er Platz 1.929 belegt. Auf der Liste der bestbezahlten Hedgefondsmanager der Welt belegt er laut Forbes mit einem Jahreseinkommen von ca. 200 Millionen US-Dollar Platz 18 (Stand: 2014). 2020 wurde Klarman in die American Academy of Arts and Sciences gewählt.
Klarman unterstützte in der Vergangenheit sowohl Kandidaten der Republikaner als auch der Demokraten, in jüngerer Vergangenheit aber fast nur die Demokraten. Er ist verheiratet und der Bruder von Harvard-Professor Michael Klarman.